# Inozitol trifosfat
Inozitol trifosfat ili inozitol 1,4,5-trisfosfat (takođe poznat kao trifosfoinozitol,  ili '), zajedno sa diacilglicerolom (DAG), je sekundarni glasnik koji učestvuje u prenosu signal i lipidnoj signalizaciji u biološkim ćelijama. Za razliku od DAG koji ostaje unutar membrane, IP3 je rastvoran i prenosi se difuzijom kroz ćeliju. On nastaje hidrolizom fosfatidilinozitol 4,5-bisfosfata (PIP2), fosfolipida koji je lociran u ćelijskoj membrani dejstvom fosfolipaze C.

## Mehanizam
3 se vezuje za, i aktivira 3 receptor na membrani endoplazmatičnog retikuluma (ER) i sarkoplazmičnog retikuluma (SR), što dovodi do otvaranja kalcijumskih kanala i oslobađanja Ca2+ u citoplazmu i sarkoplazmu, respektivno. Ovo povišenje koncentracije 2+ aktivira rianodinskim receptorom-kontrolisani kanal na SR, što dovodi do dodatnog povišenja koncentracije 2+.

## Spoljašnje veze
- Inositol+1,4,5-Trisphosphate на 